# マルムーラ (小惑星)
マルムーラ (711 Marmulla) は小惑星帯にある小惑星。ヨハン・パリサがウィーン天文台で発見した。
ビー玉の古高ドイツ語での呼び方の一つ、マームル (marmul) から名付けられたと考えられている。ラテン語の大理石を意味する「Mamor」が語源とされる。